# Priocharax nanus
Priocharax nanus là một loài cá bản địa mới được phát hiện tại Brasill. Đây là một loài cá mới được tìm thấy ở Rio Negro, thuộc vùng Amazon, Brazil.

## Tổng quan
Loài cá mới được đặt tên khoa học là Priocharax nanus. Trong tiếng Latinh thì Nanus có nghĩa là một người lùn, ám chỉ đến kích thước nhỏ bé của loài cá này khi đã trưởng thành. Trong chi cá Priocharax thì nó đứng vị trí thứ ba, hai loài trước nó là Priocharax ariel và Priocharax pygmaeus. Nhưng, điểm khác biệt lớn nhất của cá mới là bộ vây và vây ngực không cấu tạo bằng xương mà hoàn toàn bằng sụn. Cá Priocharax nanus dài không quá 15 mm mang nhiều đặc điểm thu nhỏ của những loài cá khác, nó là loài cá bán trong suốt (đục mờ), nhờ vậy dễ lẩn tránh kẻ thù.